# Umeboši
Umeboši (梅干; doslova „nakládané ume“) jsou druh japonské nakládané potraviny. Jde o tradiční a v Japonsku velmi oblíbené jídlo. Jejich přirozená barva je hnědá, ale často bývají barvené na červeno, buď pomocí rostliny akadžiso, nebo u komerčně dostupných umeboši obvykle umělými barvivy. Umeboši by měly být okrouhlé a svraštělé (liší se tím, jak moc). Chutnají velmi kysele a slaně. Výroba umeboši začíná sušením plodů ume (meruňka japonská), které se následně naloží spolu se solí do sudů a zatíží se. Z ovoce se postupně vylučují zbývající tekutiny a shromažďují se na dně nádoby. Tato slaná a kyselá tekutina se prodává pod názvem „umeocet“, i když nejde o opravdový ocet.
Umeboši se často jí s rýží. Jako součást bentó bývá jedno umeboši umístěno doprostřed rýže, výsledek pak připomíná japonskou vlajku (tzv. hinomaru bentó). Je také běžnou součástí onigiri, rýžových koulí zabalených do listů nori. Japonci věří, že umeboši jsou velmi zdravé a v lidovém léčitelství jsou používány jako lék proti nachlazení. Díky vysokému obsahu soli vydrží dlouhou dobu poživatelné.
V obchodech s cukrovinkami pro děti občas prodávají karikari ume, nebo balené chřupavé nakládané ume.